# Nazionale di bob del Canada
La nazionale di bob del Canada è la squadra che rappresenta il Canada nelle competizioni internazionali di bob.
La squadra ha preso parte a 16 edizioni dei Giochi olimpici invernali., vincendo undici medaglie olimpiche: 5 d'oro, 2 d'argento e 4 di bronzo. I più riusciti in questo senso sono stati i Giochi Olimpici di Vancouver 2010, dove i rappresentanti canadesi hanno vinto 3 medaglie (oro, argento e bronzo).

## Storia

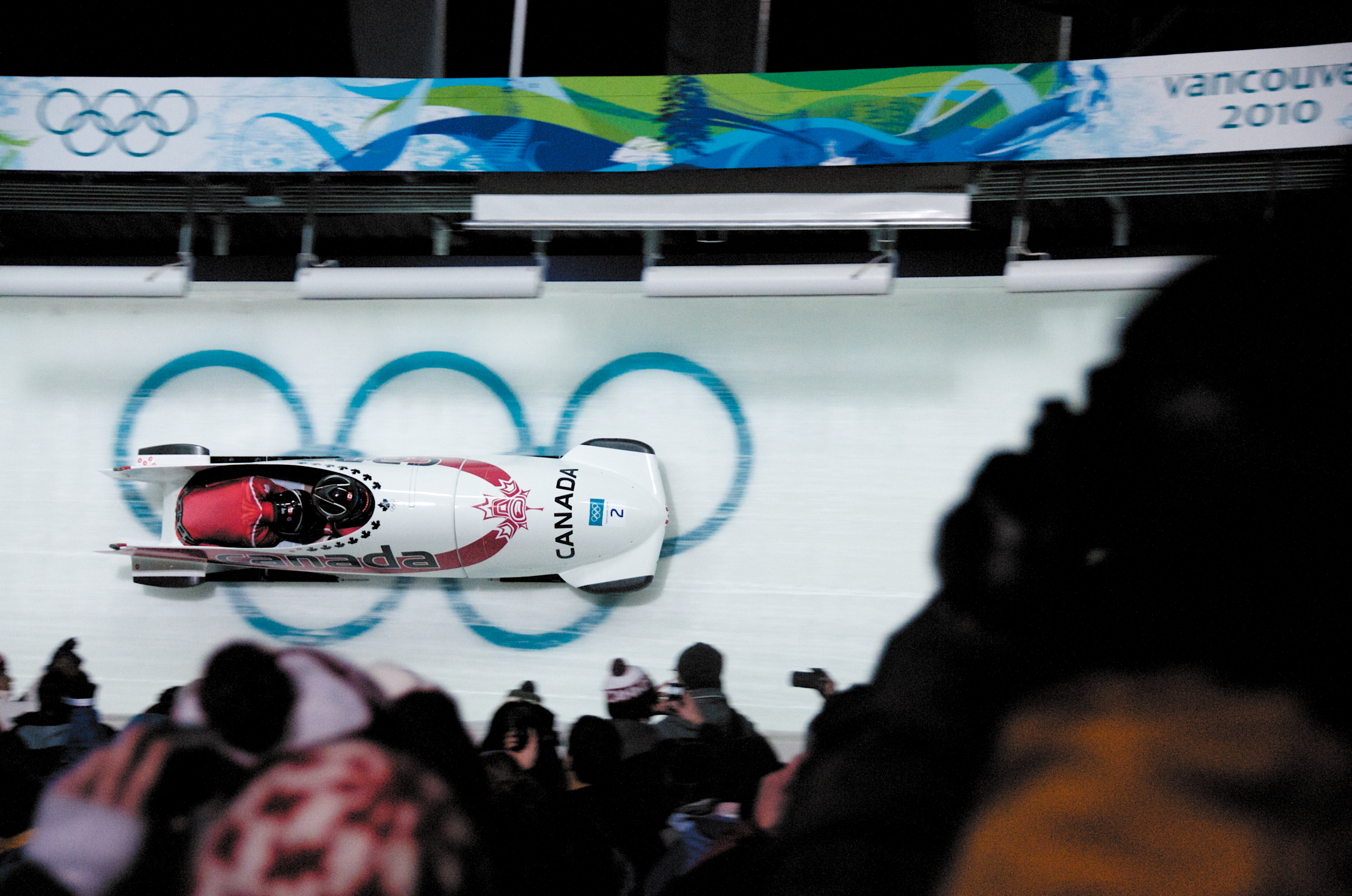
Equipaggio canadese del bob a due femminile vincitore della medaglia d'oro olimpica a Vancouver 2010

La prima pista di bob del Canada fu costruita nel 1911 a Montebello, nel Québec, dal maestro di sci svizzero Emile Cochand, che sviluppò anche la prima stazione sciistica del paese.
Sebbene che il Canada sia uno dei membri fondatori della FIBT (insieme a Gran Bretagna, Francia, Svizzera e Stati Uniti) al primo Congresso internazionale tenutosi a Parigi nel 1923 e il bob sia uno sport olimpico fin dalla prima edizione dei Giochi invernali del 1924, i bobbisti canadesi iniziarono a gareggiare a livello internazionale solo dalla fine degli anni 1950. Durante un viaggio in Europa, Vic Emery si innamorò di questo sport dopo aver assistito come spettatore a una gara di bob ai VII Giochi olimpici invernali di Cortina 1956: la sua passione si diffuse rapidamente al fratello John, con cui fondò nel 1957 la Laurentian Bobsledding Association. Nel 1959 i fratelli Emery parteciparono ai Campionati mondiali di bob 1959 di St. Moritz, assistiti come debuttanti dall'italiano Eugenio Monti. Nonostante gli scarsi risultati, dovuti anche alla possibilità di allenarsi solo nell'unica pista di Lake Placid (New York), i bobbisti canadesi continuarono a competere ogni anno, ottenendo finalmente nel 1962 un buon quarto posto ai mondiali di Garmisch-Partenkirchen. Peraltro, il Comitato Olimpico Canadese si era rifiutato di inviare una squadra ai Giochi invernali del 1960 Squaw Valley in California, sostenendo di non avere alcun interesse per il bob.
I canadesi fecero il loro debutto olimpico ai Giochi di Innsbruck del 1964: molti giornalisti e spettatori pensarono che fosse uno scherzo quando videro un gruppo di giovani canadesi pronti a scendere col bob nelle quattro prove di discesa. Nonostante le condizioni di allenamento tutt'altro che ideali, rispetto alle molteplici prove degli italiani e degli austriaci che si erano allenati su quella pista per diverse settimane, Victor e John Emery, Peter Kirby e Douglas Anakin riuscirono a completare un percorso netto, togliendo la medaglia d'oro (unica medaglia d'oro vinta dal Canada in questa edizione) ai superfavoriti italiani staccati di due secondi, mentre nel bob a due giunsero quarti. Per dimostrare che la vittoria olimpica non era stata un colpo di fortuna, Vic Emery, Peter Kirby e i due nuovi compagni Gerald Presley e Michael Young decisero di partecipare l'anno successivo ai Campionati mondiali di bob 1965 a St. Moritz: i canadesi conclusero col miglior tempo in tre discese su quattro, vincendo di nuovo la medaglia d'oro, a cui si aggiunse anche un bronzo nel bob a due.
Nonostante questi clamorosi successi, negli anni 1970-1980 i canadesi dovettero lottare per mantenere vivo questo sport nel proprio Paese, a causa degli alti costi delle strutture di allenamento e della necessità di attrezzature costose: gli atleti e gli allenatori dovettero mantenere un regime di spese ridotto per continuare a partecipare alle competizioni internazionali. La pratica del bob in Canada ebbe un punto di svolta nel 1981 con l'assegnazione al Canada dei XV Giochi olimpici invernali di Calgary 1988: grazie a nuovi finanziamenti e a una nuova pista olimpica da bob all'avanguardia, costruita nel Parco olimpico del Canada con un investimento da 11 milioni di dollari, la squadra nazionale di bob canadese iniziò una costante ascesa nelle classifiche internazionali a metà degli anni 1980, culminando con il trionfo nelle olimpiadi invernali del 1988 ospitate in casa, conquistando tre medaglie (oro, argento e bronzo). Lo sport del bob, grazie anche al debutto dell'esotica Nazionale di bob della Giamaica avvenuto proprio a Calgary 1988, attirò così l'attenzione del pubblico canadese e conseguentemente degli sponsor, accrescendo l'influenza del Comitato Esecutivo BCS presso il Comitato Olimpico Canadese (COC). Il successo dei bobbisti canadesi nei successivi anni portò ad accumulare decine di medaglie tra Olimpiadi, Coppe del mondo e Campionati del mondo.
Nel 1999 anche le donne iniziarono a rappresentare il Canada nel bob, vincendo poi l'oro e l'argento ai Giochi Olimpici di Vancouver 2010.
Nel 2014 la Federazione internazionale di bob e skeleton (IBSF) autorizzò le competizioni miste, consentendo così alle donne di partecipare nelle gare a quattro: la canadese Kaillie Humphries e l'americana Elana Meyers furono le prime due donne a scendere nelle gare di Coppa Nordamericana e Coppa del Mondo nello stesso anno.

## Olimpiadi

### Bob a due uomini
| Anno | Città          | Posto   | Composizione                                                                                |
| ---- | -------------- | ------- | ------------------------------------------------------------------------------------------- |
| 1964 | Innsbruck      | 4 11    | Vic Emery, Peter Kirby John Emery, Gordon Currie                                            |
| 1968 | Grenoble       | 19 DQ   | Purvis McDougall, Bob Storey Hans Gehrig, Harry Goetschi                                    |
| 1972 | Sapporo        | 14 18   | Bob Storey, Michael Hartley Hans Gehrig, Andrew Faulds                                      |
| 1976 | Innsbruck      | 18 23   | Colin Nelson, Jim Lavalley Joey Kilburn, Brian Vachon                                       |
| 1980 | Lake Placid    | 13 20   | Joey Kilburn, Robert Wilson Brian Vachon, Serge Catin                                       |
| 1984 | Sarajevo       | 14      | Alan MacLachlan, Robert Wilson                                                              |
| 1988 | Calgary        | 10 13   | Greg Haydenluck, Llyd Guss David Leuty, Kevin Tyler                                         |
| 1992 | Albertville    | 9 11    | Dennis Meineau, Chris Farsted Greg Haydenluck, David MacEachern                             |
| 1994 | Lillehammer    | 7 15    | Pierre Lueders, David MacEachern Chris Lori, Glenroy Gilbert                                |
| 1998 | Nagano         | 1 12    | Pierre Lueders, David MacEachern Chris Lori, Jack Pyc                                       |
| 2002 | Salt Lake City | 5 24    | Pierre Lueders, Giulio Zardo Yannick Morin, John Sokolowski                                 |
| 2006 | Torino         | 2 11    | Pierre Lueders, Lascelles Brown Sarge Despres, David Bissett                                |
| 2010 | Vancouver      | 5 15    | Pierre Lueders, Jasse Lumsden Lyndon Rush, David Bissett, Lascelles Brown                   |
| 2014 | Soči           | 4 5     | Justin Kripps, Bryan Barnett Chris Spring, Jesse Lumsden                                    |
| 2018 | Pyeongchang    | 1 7 10  | Justin Kripps, Alexander Kopacz Nick Poloniato, Jesse Lumsden Chris Spring, Lascelles Brown |
| 2022 | Pechino        | 7 10 20 | Chris Spring, Mike Evelyn Justin Kripps, Cam Stones Taylor Austin, Daniel Sunderland        |

### Bob a quattro uomini
| Anno | Città          | Posto   | Composizione |
| ---- | -------------- | ------- | --- |
| 1964 | Innsbruck      | 1 14    | Vic Emery, Peter Kirby, Douglas Anakin, John Emery Monty Gordon, Chris Ondaatje, David Hobart, Gordon Currie                                                                                                  |
| 1968 | Grenoble       | 17      | Purvis McDougall, Bob Storey, Michael Young, Andrew Faulds |
| 1972 | Sapporo        | 13      | Hans Gehrig, David Richardson, Peter Blakeley, Andrew Faulds |
| 1976 | Innsbruck      | 17 21   | Colin Nelson, Thomas Stehr, David Veale, Jim Lavalley Christopher Frank, William Dunn, Christopher Martin, Brian Vachon                                                                                       |
| 1980 | Lake Placid    | DQ      | Martin Glynn, Alan MacLachlan, Serge Cantin, Robert Wilson |
| 1984 | Sarajevo       | 18      | Alan MacLachlan, Clarke Flynn, Robert Wilson, David Leuty |
| 1988 | Calgary        | 13 15   | Greg Haydenluck, Cal Langford, Kevin Tyler, Llyd Guss Chris Lori, Ken LeBlanc, Andrew Swim, Howard Dell |
| 1992 | Albertville    | 4 DQ    | Chris Lori, Ken LeBlanc, Cal Langford, David MacEachern Dennis Meineau, Chris Farsted, Jack Pyc, Sheridon Baptiste                                                                                            |
| 1994 | Lillehammer    | 11 12   | Chris Lori, Chris Farstad, Sheridon Baptiste, Glenroy Gilbert Pierre Lueders, David MacEachern, Jack Pyc, Pascal Caron                                                                                        |
| 1998 | Nagano         | 9 11    | Pierre Lueders, Ricardo Greenidge, Jack Pyc, David MacEachern Chris Lori, Ben Hindle, Matt Hindle, Ian Danney                                                                                                 |
| 2002 | Salt Lake City | 9       | Pierre Lueders, Ken LeBlanc, Giulio Zardo, Pascal Caron |
| 2006 | Torino         | 4 18    | Pierre Lueders, Ken Kotyk, Morgan Alexander, Lascelles Brown Sarge Despres, Nathan Cunningham, Steve Larsen, David Bissett                                                                                    |
| 2010 | Vancouver      | 3 5     | Lyndon Rush, David Bissett, Lascelles Brown, Chris le Bihan Pierre Lueders, Justin Kripps, Neville Wright, Jasse Lumsden                                                                                      |
| 2014 | Soči           | 7 11 27 | Lyndon Rush, David Bissett, Lascelles Brown, Neville Wright Christopher Spring, James McNaughton, Timothy Randall Justin Kripps, Cody Sorensen**, Jesse Lumsden, Ben Coakwell**, Luke Demetre, Graeme Rinholm |
| 2018 | Pyeongchang    | 6 12 26 | Justin Kripps, Jesse Lumsden, Oluseyi Smith, Alexander Kopacz Nick Poloniato, Cam Stones, Joshua Kirkpatrick, Ben Coakwell Chris Spring, Lascelles Brown, Bryan Barnett, Neville Wright                       |
| 2022 | Pechino        | 3 9 23  | Justin Kripps, Ryan Sommer, Cam Stones, Ben Coakwell Chris Spring, Cody Sorensen, Sam Giguère, Mike Evelyn Taylor Austin, Daniel Sunderland, Chris Patrician, Jacob Dearborn                                  |

### Bob a due donne

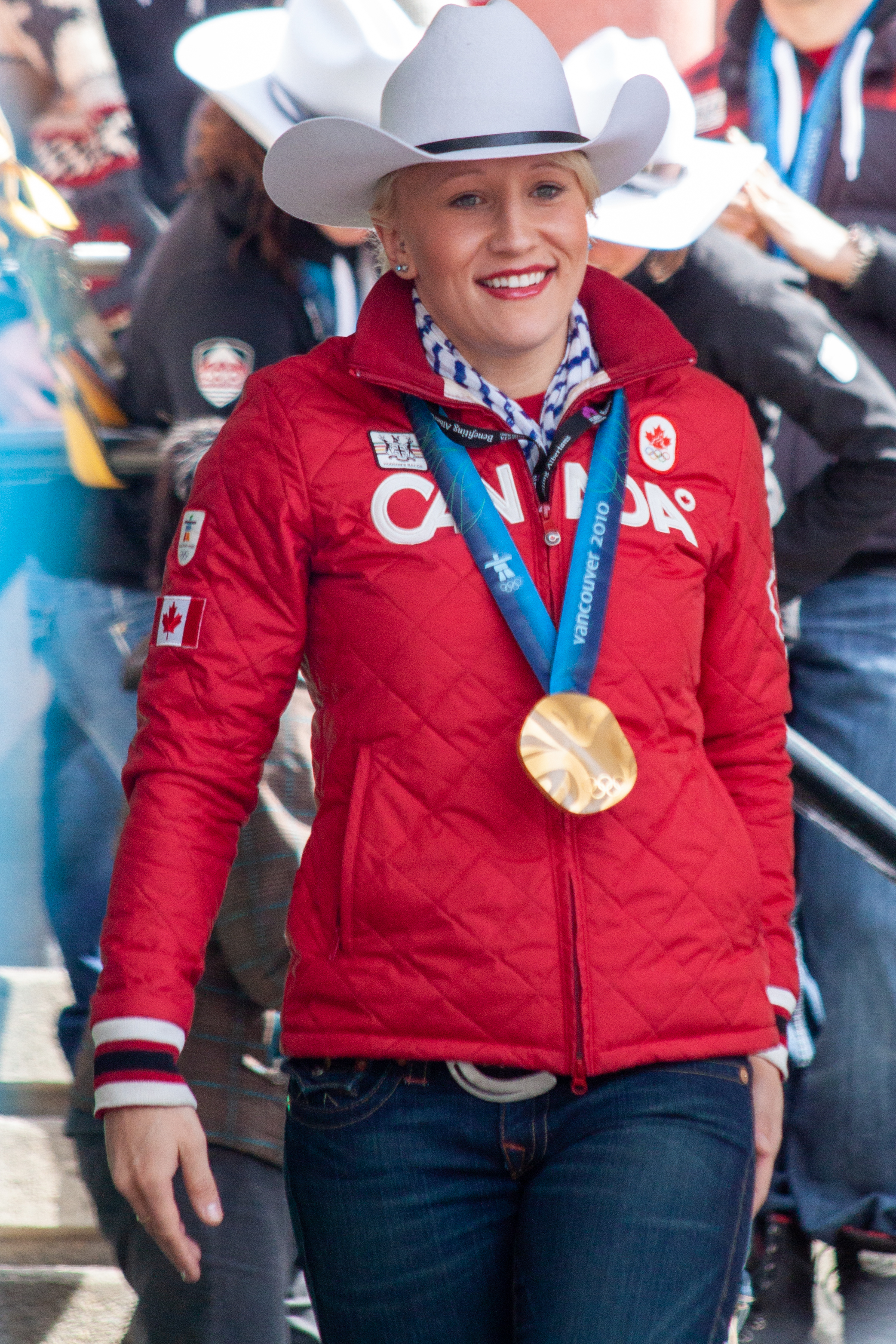
Kaillie Humphries, oro a Vancouver 2010

| Anno | Città          | Posto  | Composizione                                                                                               |
| ---- | -------------- | ------ | --- |
| 2002 | Salt Lake City | 9      | Christina Smith, Paula McKenzie                                                                            |
| 2006 | Torino         | 4 13   | Helen Upperton, Heather Moyse Suzanne Gavine-Hlady, Jamie Cruickshank                                      |
| 2010 | Vancouver      | 1 2    | Kaillie Humphries, Heather Moyse Helen Upperton, Shelley-Ann Brown                                         |
| 2014 | Soči           | 1 13   | Kaillie Humphries, Heather Moyse Jennifer Ciochetti, Chelsea Valois                                        |
| 2018 | Pieongchang    | 3 6 7  | Kaillie Humphries, Phylicia George Alysia Rissling, Heather Moyse Christine de Bruin, Melissa Lotholz      |
| 2022 | Pechino        | 5 8 12 | Christine de Bruin, Kristen Bujnowski Cynthia Appiah, Dawn Richardson Wilson Melissa Lotholz, Sara Villani |

### Monobob donne
| Anno | Città   | Posto | Composizione                      |
| ---- | ------- | ----- | --------------------------------- |
| 2022 | Pechino | 3 8   | Christine de Bruin Cynthia Appiah |